# Сиверка (приток Холовы)
Сиверка — река в России, протекает по Крестецкому и Маловишерскому районам Новгородской области. Устье реки находится в 2,3 км по левому берегу реки Холова. Длина реки составляет 16 км.
На реке стоит деревня Сивера Винского сельского поселения.

## Данные водного реестра
По данным государственного водного реестра России относится к Балтийскому бассейновому округу, водохозяйственный участок реки — Мста без р. Шлина от истока до Вышневолоцкого г/у, речной подбассейн реки — Волхов. Относится к речному бассейну реки Нева (включая бассейны рек Онежского и Ладожского озера).
Код объекта в государственном водном реестре — 01040200212102000021565.